# Distrito de Saale-Holzland
El Distrito de Saale-Holzland (en alemán: Saale-Holzland-Kreis) es un distrito (Landkreis) ubicado en la parte oriental del estado federal de Turingia (Alemania).

## Geografía
Los territorios al norte del distrito son la ciudad independiente de Gera y el distrito de Greiz, al sur posee frontera con el distrito de Saale-Orla, al sudeste el distrito de Saalfeld-Rudolstadt y al oeste el distrito de la Comarca de Weimar así como la ciudad independiente de Jena. A través del territorio del distrito fluye el río Saale.

## Composición del distrito
(Habitantes a 30 de junio de 2006)
| ¹ Municipios administrativos de relleno ² Relleno de otros Municipios 1. Bürgel ² (3.296) 2. Camburg ¹ (2.917) 3. Dornburg/Saale ¹ (877) 4. Eisenberg ² (11.451) 5. Hermsdorf ¹ (8.582) 6. Kahla (7.406) 7. Orlamünde ¹ (1.282) 8. Schkölen (2.892) 9. Stadtroda ² (6.343) * Posición de la administración 1. Verwaltungsgemeinschaft Dornburg-Camburg 1. Camburg, Stadt (2.917) 2. Dornburg/Saale, Ciudad * (877) 3. Dorndorf-Steudnitz (1.966) 4. Frauenprießnitz (1.057) 5. Golmsdorf (707) 6. Großlöbichau (830) 7. Hainichen (208) 8. Jenalöbnitz (150) 9. Lehesten (787) 10. Löberschütz (156) 11. Neuengönna (660) 12. Tautenburg (324) 13. Thierschneck (129) 14. Wichmar (223) 15. Zimmern (208) 2. Verwaltungsgemeinschaft Heideland-Elstertal 1. Crossen an der Elster * (1.905) 2. Hartmannsdorf (820) 3. Heideland (2.129) 4. Rauda (338) 5. Silbitz (715) 6. Walpernhain (209) 3. Verwaltungsgemeinschaft Hermsdorf 1. Hermsdorf, Ciudad * (8.582) 2. Mörsdorf (440) 3. Reichenbach (980) 4. Schleifreisen (465) 5. St.Gangloff (1.313) 4. Verwaltungsgemeinschaft Hügelland/Täler 1. Bremsnitz (151) 2. Eineborn (357) 3. Geisenhain (201) 4. Gneus (163) 5. Großbockedra (184) 6. Karlsdorf (96) 7. Kleinbockedra (43) 8. Kleinebersdorf (187) 9. Lippersdorf-Erdmannsdorf (482) 10. Meusebach (92) 11. Oberbodnitz (270) 12. Ottendorf (438) 13. Rattelsdorf (85) 14. Rausdorf (193) 15. Renthendorf (468) 16. Tautendorf (175) 17. Tissa (156) 18. Trockenborn-Wolfersdorf (662) 19. Tröbnitz * (500) 20. Unterbodnitz (199) 21. Waltersdorf (183) 22. Weißbach (180) 5. Verwaltungsgemeinschaft Südliches Saaletal (Sitz: Kahla) 1. Altenberga (775) 2. Bibra (269) 3. Bucha (1.173) 4. Eichenberg (444) 5. Freienorla (335) 6. Großeutersdorf (286) 7. Großpürschütz (418) 8. Gumperda (392) 9. Hummelshain (642) 10. Kleineutersdorf (391) 11. Laasdorf (533) 12. Lindig (280) 13. Milda (823) 14. Orlamünde, Ciudad (1.282) 15. Reinstädt (549) 16. Rothenstein (1.439) 17. Schöps (314) 18. Seitenroda (216) 19. Sulza (310) 20. Zöllnitz (733) | 1. Bad Klosterlausnitz, (3.511), se compone de los municipios: 1. Albersdorf (247) 2. Bobeck (322) 3. Scheiditz (53) 4. Schlöben (965) 5. Schöngleina (519) 6. Serba (776) 7. Tautenhain (1.236) 8. Waldeck (276) 9. Weißenborn (1.298) La ciudad de Bürgel se compone de los municipios: 1. Graitschen b. Bürgel (422) 2. Nausnitz (75) 3. Poxdorf (101) La cicudad de Eisenberg se compne de: 1. Gösen (215) 2. Hainspitz (724) 3. Mertendorf (163) 4. Petersberg (308) 5. Rauschwitz (248) La ciudad de Stadtroda se compone de los municipios: 1. Bollberg (299) 2. Möckern (128) 3. Quirla (538) 4. Ruttersdorf-Lotschen (337) |